# Деревцы (Могилёвская область)
Деревцы́ (бел. Дзераўцы́) — деревня в составе Протасевичского сельсовета Осиповичского района Могилёвской области Республики Беларусь.

## Этимология
Название деревни происходит от основы «дерево».

## Географическое положение
Деревня расположена в 12 км на юго-запад от Осиповичей, в 1 км от ж/д станции Деревцы на линии Осиповичи — Старые Дороги и в 145 км от Могилёва. На запад от деревни расположена железная дорога. Застройку деревни, имеющей Т-образную планировку, составляют деревянные дома усадебного типа.

## История
Письменные источники XVI века упоминают Деревцы как селение в составе Минского воеводства Великого княжества Литовского. Так, в 1524 году они были упомянуты как село в шляхетской собственности. В состав Российской империи деревня вошла после второго раздела Речи Посполитой (1793 год). В 1838 году Деревцы были упомянуты в составе Бобруйского уезда как помещичья собственность с 8 ревизскими душами. В 1907 году входило в состав Замошской волости Бобруйского уезда. С февраля по ноябрь 1918 года Деревцы были оккупированы германскими войсками, с августа 1919 по июль 1920 года – польскими. В колхоз местные жители вступили в 1930-е годы, а мелиорационное товарищество было создано ещё 19 апреля 1924 года.
С 20 августа 1924 года по 16 июля 1954 года деревня являлась центром Деревцовского сельсовета Осиповичского района Бобруйского округа (последняя просуществовала до 26 июля 1930 года). С 20 февраля 1938 года данный сельсовет относился уже к Могилёвской области, 20 сентября 1944 года к Бобруйской области, а с 16 июля 1954 года — снова к Могилёвской. В 1967 году в состав деревни вошёл посёлок Казарма.
Во время Великой Отечественной войны Деревцы были оккупированы немецко-фашистскими войсками с конца июня 1941 года по 29 июня 1944 года. На фронте погибли 4 жителя.
В 1931 году в Деревцах была открыта школа, в которой уже к 1955 году обучалось 109 учеников обоего пола и имелась библиотека. Кроме базовой школы, на данный момент в деревне имеются в наличии клуб, магазин, ФАП, отделение связи.

## Население
- 1845 год — 12 человек, 5 дворов[1]
- 1907 год — 48 человек, 8 дворов (деревня), 147 человек, 21 двор (одноимённое поселение)[1]
- 1917 год — 172 человека, 29 дворов (деревня), 79 человек, 1 двор (фольварк)[1]
- 1926 год — 192 человека, 33 двора[1]
- 1959 год — 220 человек[1]
- 1970 год — 155 человек[1]
- 1986 год — 99 человек, 47 хозяйств[1]
- 2002 год — 49 человек, 20 хозяйств[1]
- 2007 год — 36 человек, 16 хозяйств[1]

## Комментарии
1. ↑  Название и ударение даны по: Назвы населеных пунктаў Рэспублікі Беларусь: Магілёўская вобласць: нарматыўны даведнік / І. А. Гапоненка і інш.; пад рэд. В. П. Лемцюговай. — Минск: Тэхналогія, 2007. — С. 66. — 406 с. — ISBN 978-985-458-159-0.; Гарады і вёскі Беларусі / Рэдкал. Г. П. Пашкоў і інш. — Мінск: Беларус. Энцыкл. імя П. Броўкі, 2008. — Т. 5, кн. 1. Магілёўская вобласць. — С. 96. — 728 с. — ISBN 978-985-11-0409-9.